# Lyrstjärtad honungsvisare
Lyrstjärtad honungsvisare (Melichneutes robustus) är en afrikansk fågel i familjen honungsgökar inom ordningen hackspettartade fåglar.

## Utseende och läten
Lyrstjärtad honungsvisare är en stor (24 cm) medlem av familjen med unikt kluven stjärt som sprids ut under spelflykt. 

## Utbredning och systematik
Lyrstjärtad honungsgök placeras som enda art i släktet Melichneutes. Fågeln förekommer från Guinea till Centralafrikanska republiken, södra Uganda, östra Kongo-Kinshasa och nordvästra Angola. Den behandlas som monotypisk, det vill säga att den inte delas in i några underarter.

## Status och hot
Arten har ett stort utbredningsområde och en stor population, men tros minska i antal på grund av habitatförstörelse, dock inte tillräckligt kraftigt för att den ska betraktas som hotad. Internationella naturvårdsunionen IUCN kategoriserar därför arten som livskraftig (LC). Världspopulationen har inte uppskattats men den beskrivs som endast tillfälligtvis vanlig.